# Mines du Laurion aux XIXe et XXe siècles

Les mines du Laurion sont d'anciennes mines d'argent, situées dans la pointe méridionale de l'Attique, entre Thorikos et le cap Sounion, à une cinquantaine de kilomètres au sud d'Athènes, en Grèce. De nombreux vestiges de ces mines (puits, galeries, ateliers de surfaces) marquent encore aujourd'hui le paysage de la région, sur un périmètre d'environ 32 km2.
À l'époque classique, les Athéniens déployèrent une énergie et une inventivité spectaculaires pour en tirer le maximum de minerai, en y affectant notamment de très nombreux esclaves. Cela contribua notablement à la fortune de la cité et fut sans doute décisif dans l'établissement, à l'échelle du monde égéen, de la thalassocratie athénienne. 
Abandonnées au Ier siècle av. J.-C., les mines furent « redécouvertes » en 1860 et exploitées par des compagnies française et grecques. Elles furent la cause d'un très grave différend diplomatique entre les deux pays. Reprises par une compagnie grecque, elles firent l'objet de la première bulle spéculative de Grèce moderne. Elles furent ensuite exploitées par une compagnie grecque de 1873 à 1917 et par la Compagnie Française des Mines du Laurion de 1877 à 1977.

## Contexte
La Grèce après son indépendance était un pays essentiellement agricole, comptant encore 47 % d'agriculteurs parmi sa population en 1870. Les premières industries créées dans les années 1860 étaient également liées à l'agriculture (vin, papier, coton). La remise en exploitation des mines du Laurion dans les années 1860-1870 eut lieu en même temps que la création d'autres entreprises minières, métallurgiques ou chimiques, faisant prendre au pays une nouvelle direction économique.
La redécouverte des mines aurait eu lieu par hasard. Un voilier grec aurait utilisé comme lest des scories du Laurion. Lors d'un arrêt en Sardaigne, un propriétaire de mines de l'île, M. Serpieri, aurait eu l'idée de les faire analyser. En découvrant leur potentiel, il se serait associé avec l'entrepreneur marseillais Roux pour exploiter le Laurion. Un décret royal du 23 août 1867 accorda à la compagnie franco-italienne Roux et Serpieri d'exploiter les minerais de plomb argentifère sulfureux du Laurion dans le cadre de l'entreprise Les métallurgies du Laurion. Par contre, des compagnies grecques exploitaient, elles, les minerais déjà extraits, mais non encore traités (scories) qui se trouvaient encore sur place dans des volumes spectaculaires de l'ordre de 1 500 000 tonnes. On estimait à l'époque que les mines pourraient fournir au total 120 000 tonnes de plomb. Dès 1867, la taxe sur la production de la mine rapporta à l'État grec 250 000 drachmes (soit £ 8 930 de l'époque). Là repose l'ambiguïté qui fut source de la crise du début des années 1870 : la compagnie franco-italienne avait-elle obtenu le droit d'exploiter les mines ou les scories ou bien les deux ? Il y eut un premier procès en 1869. Les métallurgies du Laurion obtinrent gain de cause pour 11 500 000 francs-or.

## L'«Affaire du Laurion»
Au printemps 1871, la compagnie franco-italienne commença à produire des bénéfices, surtout à partir du moment où elle se mit elle aussi à exploiter sur place les scories (ou ekbolades). Or, au printemps 1871, la France était en situation délicate d'un point de vue diplomatique à la suite de sa défaite face à la Prusse. La Grèce tenta d'en profiter afin d'améliorer sa situation économique. Le Parlement hellénique vota une loi stipulant expressément que les minerais anciens ne faisaient pas partie de la concession. Les gendarmes grecs furent envoyés occuper la mine. L'ambassadeur français n'avait pas le poids suffisant pour être pris au sérieux. L'ambassadeur italien ne put obtenir du Premier ministre grec Alexandros Koumoundouros que le conseil de s'adresser aux tribunaux. L'affaire prit alors une ampleur internationale. La Grèce envoya une délégation en France et en Italie pour expliquer sa position. Elle alla chercher des experts allemands. Elle envoya enfin des diplomates chercher le soutien autrichien. Le roi Georges alla personnellement obtenir le soutien russe. Les Français et les Italiens demandèrent l'arbitrage britannique. Fin octobre, les gendarmes grecs occupaient toujours la mine.
Le Premier ministre suivant Thrasivoulos Zaimis promit en 1871 que ce qui était devenu l'« Affaire du Laurion » était le souci principal de son gouvernement. Son successeur Dimitrios Voulgaris demanda la patience et l'indulgence de la France et de l'Italie, le temps d'organiser les élections législatives de 1872, puis d'ouvrir la nouvelle session. L'Europe proposa ses bons offices. Les savants allemands se montrèrent incapables de fournir des expertises concluantes. De nouveaux échantillons furent envoyés en Grande-Bretagne. L'affaire commençait à se perdre dans les méandres des relations diplomatiques. Celui qui trancherait en faveur de la France se rendrait coupable aux yeux de Bismarck de rompre l'isolement imposé. Celui qui trancherait en faveur de la Grèce apparaîtrait comme protecteur du pays, au risque de mécontenter les autres candidats à ce titre. L'occupation de la mine continuait. Les diplomates français et italiens, en visite, y furent insultés et bousculés. La France menaça d'envoyer sa marine, voire des troupes. Le nouvel ambassadeur de France, Jules Ferry, passa par Rome. Il fut plus que cordialement reçu au Pirée. Peu de temps avant son arrivée, le gouvernement grec avait proposé de racheter les mines à la société Roux-Serpieri. L'offre officielle eut lieu le 5 juillet 1872. Elle fut acceptée six jours plus tard. Koumoundouros, dans l'opposition, fit alors tomber le ministère. Epaminóndas Deligeórgis, le nouveau Premier ministre, demanda du temps pour réfléchir. Ferry avança en septembre l'argument que la France était une grande puissance. La flotte française fit son apparition dans l'Égée. L'ambassadeur français s'entendit avec Koumoundouros et Voulgaris pour essayer de faire tomber le gouvernement grec. Le roi soutint son Premier ministre et procéda à une dissolution de la chambre. Les diplomaties européennes se réjouissaient des déconvenues successives de la France. Finalement, l'Autriche proposa à nouveau, et plus efficacement, ses bons offices. Le 26 février 1873, Roux-Serpieri vendit à un conglomérat de banquiers de Constantinople.

## Les compagnies grecques et françaises

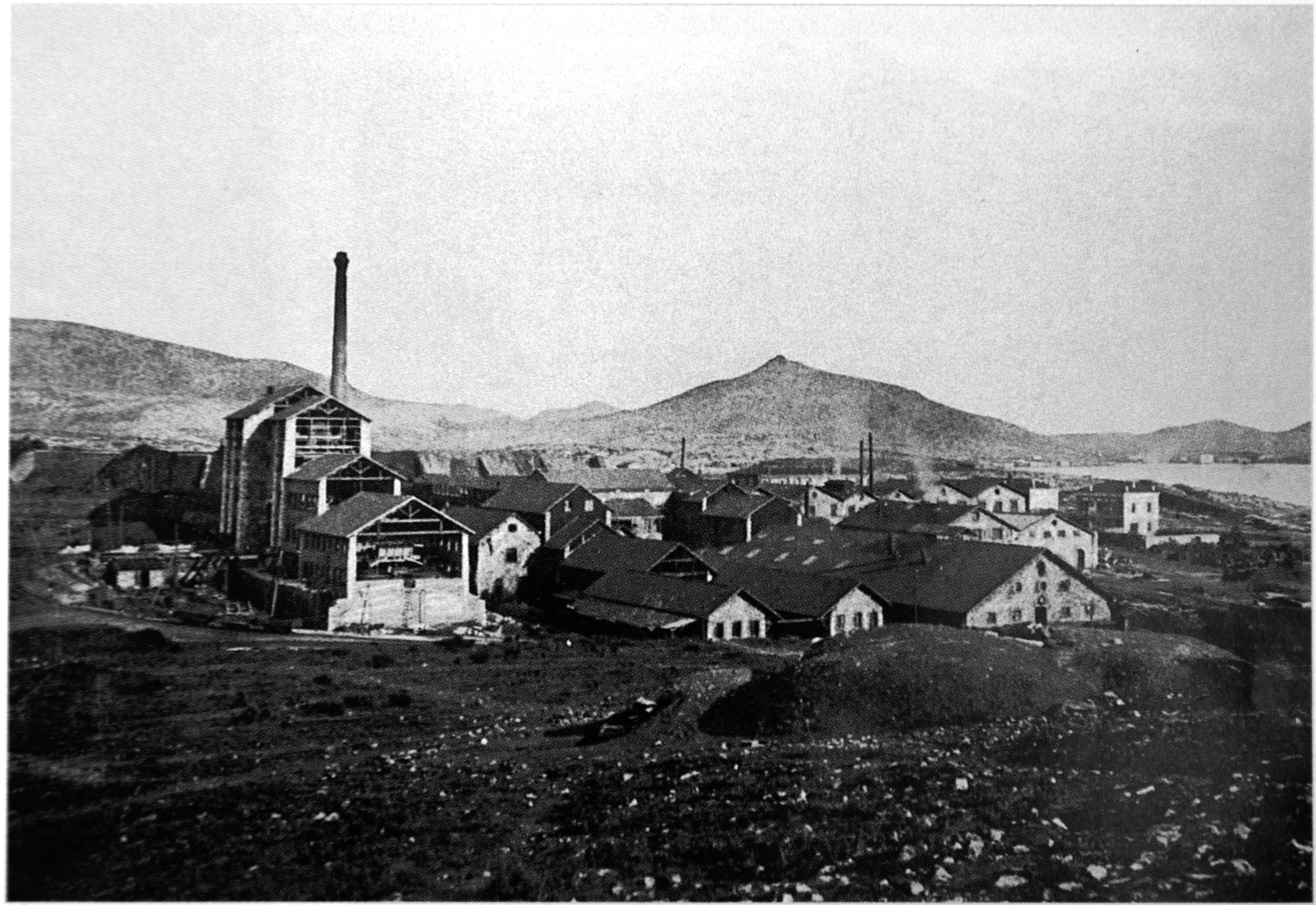
Usine de la Compagnie Française des Mines du Laurion, aux alentours de 1890

En 1873, les banquiers de Constantinople fondèrent la Compagnie Métallurgique Grecque du Laurion. Ce conglomérat était mené par Andréas Syngrós. Son intervention entraîna un enthousiasme des investisseurs grecs pour la nouvelle compagnie. Le cours de ses actions monta en flèche. Lorsque la bulle creva, les économies de nombreux Grecs issus des petites classes moyennes disparurent avec elles. Les mines du Laurion venaient de faire entrer la Grèce dans l'ère du capitalisme spéculatif, et de ses inconvénients.
En 1877, une compagnie française fut à nouveau créée : la Compagnie Française des Mines du Laurion, installée à Kiprianos. Son administrateur était encore M. Serpieri. En 1911, elle était la principale compagnie qui exploitait les mines, autour du gisement dit Kératéa, celui qu'exploitaient déjà Les métallurgies du Laurion. Elle extrayait du plomb argentifère, mais aussi de l'argent, du manganèse, du fer et de la calamine-zinc. Son capital s'élevait à seize millions de francs-or. La Compagnie Métallurgique Grecque du Laurion avait laissé la place à diverses compagnies plus petites. La Compagnie de Kapsalos, autour des gisements dits Kamaréza, Villia et Plaka, extrayait tous les ans six millions de tonnes de minerai (fer et plomb) et faisait un bénéfice de 1,2 million de francs-or. La Compagnie de Dardeza-Dascalio extrayait trois millions de tonnes de fer et de plomb. La Compagnie hellénique des usines du Laurion, au capital de douze millions de francs-or exploitait les scories de plomb argentifère, d'argent, de manganèse et de fer. Il y avait aussi une Compagnie hellénique des mines du Laurion, une Compagnie française du Sounion et une Compagnie de Sérifos et Spiliazéza.
Ces compagnies participèrent à l'intense développement industriel de la région. En 1911, le port de Laurion, fréquenté par des vapeurs venus du monde entier, fut quasiment officiellement renommé « Ergastiria » (les « Usines »). Les 10 000 ouvriers de ces « Usines », venus du monde entier, étaient presque tous employés dans les mines ou les fonderies. La Compagnie Française des Mines du Laurion introduisit en Grèce, dans l'Entre-deux-guerres, l'organisation scientifique du travail, en l'occurrence le système dit Bedaux. Laurion et ses mines devinrent aussi un des principaux centres des luttes sociales et politiques en Grèce. Mais les fermetures, d'abord de la principale compagnie grecque en 1917, puis de la principale compagnie française en 1977 portèrent un coup à la région.